# ハワード・キール
ハワード・キール（Howard Keel、1919年4月13日 – 2004年11月7日）は、アメリカ合衆国の俳優、歌手。豊かなバス・バリトンの歌声で知られる。1950年代、数多くのMGMミュージカルに主演し、1981年から1991年までCBSの連続ドラマ『ダラス』に出演した。

## 略歴
本名はハリー・クリフォード・キール (Harry Clifford Keel)。本名をハロルド・クリフォード・リーク (Harold Clifford Leek) としている資料も存在するが、これは誤りである。名のハロルドはデビュー当時に使っていた芸名で、姓のリークは映画会社の広報部が誤って広めたものである。趣味はゴルフで、1951年当時は70前半で回る腕前を持っていた。
オスカー・ハマースタイン2世に認められ、ショウビジネス界入り。1947年、ロジャース&ハマースタインによるミュージカル、『オクラホマ!』のロンドン公演で成功を収める。1949年にはハリウッドに招かれ、翌年の『アニーよ銃をとれ』に出演。ハンサムなルックスと193cmの長身、豊かなバリトンで1950年代を代表するミュージカルスターとなる。しかし、ミュージカル映画の衰退に伴ってキャリアは低迷し、1950年後半からはブロードウェイや地方の舞台を踏む傍ら、B級映画に出演していた。1981年になって、1978年から放映されていたテレビ番組『ダラス』への出演依頼を受ける。この番組は13年間に渡って放送される人気番組となり、60代にして人気スターに返り咲く。また、この番組の撮影と平行し、アメリカやイギリスの各地でコンサートを行った。80歳を過ぎてもなおミュージカルの舞台に立ち続け、生涯に渡ってショウビジネスに携わった。

## 生い立ち
アメリカ合衆国イリノイ州ギレスピーにて、海軍から炭鉱夫となったホーマー・キールとその妻グレイス・マーガレット(旧姓オスターカンプ)のもとに生まれた 。兄にはフレデリック・ウィリアム・キールがいた。非常に困窮しており、教師は度々キールに昼食を与えた。
1930年、父が亡くなり、母は家族を連れてカリフォルニア州に転居し、キールは17歳でフォールブルック高校を卒業した。様々な雑用の仕事を経験し、ダグラス・エアクラフトの出張営業の職に就いた。

## 経歴
20歳の頃、女性家主のマム・ライダーがキールの歌声を聴き、ヴォーカル・レッスンを受けることを勧めた。キールの尊敬する歌手の1人はバリトンのローレンス・ティベットであった。のちに自分の声がバッソ・カンタンテであると知り落胆したと語った。1941年夏、ゲオルク・フリードリヒ・ヘンデルのオラトリオ『サウル』に預言者サムエル役で出演し、バス・バリトンのジョージ・ロンドンとのデュエットで初めて人前で歌った。
1945年の短期間、ロジャース&ハマースタインによるブロードウェイのヒット・ミュージカル『回転木馬』で主役のビリー役を演じるジョン・レイトの代役を務め、同じくロジャース&ハマースタインによる『オクラホマ!』に出演することとなった。『オクラホマ!』出演中、同じ日に両作品の主演を演じるというブロードウェイでも稀にみる偉業を達成した。1947年、キールが出演する『オクラホマ!』はロンドンで巡業し、戦後初めてロンドンで巡業した初めてのアメリカ製ミュージカルとなった。1947年4月30日、ドゥルーリー・レーン劇場において、のちの女王エリザベス2世も出席した満員の観客によるアンコールは14回にも及んだ。
1948年、イングランドのエルストリーにあるブリティッシュ・ライオン・フィルムズの『The Small Voice』で映画デビューした。カントリー・コテージで劇作家とその妻を人質にする脱獄囚を演じた。ブロードウェイでは他に『Saratoga』、『No Strings』、『Ambassador』などに出演した。1954年、セントルイスのザ・ミューニーで『掠奪された七人の花嫁』のアダム役、1958年、『南太平洋』のエミール・デ・ベック役、2000年、『ホワイト・クリスマス』のウェイヴァリー将軍役を演じた。

### MGM

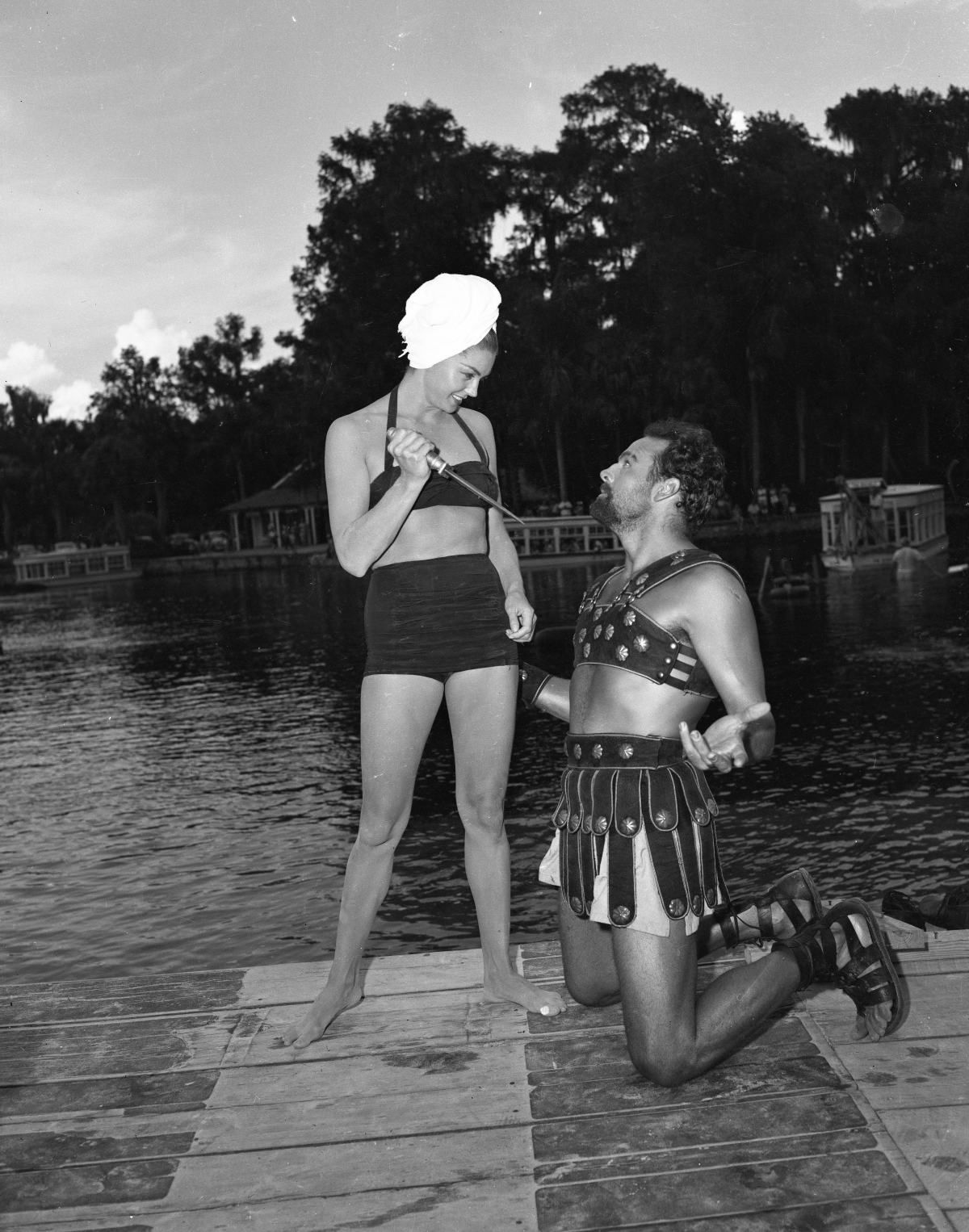
エスター・ウィリアムズとハワード・キール

1949年、キールは映画スタジオMGMと契約するためロンドンのウェスト・エンドからハリウッドに転居した。1950年、アーヴィング・バーリンの『アニーよ銃をとれ』のフランク・バトラー役で映画デビューし、ベティ・ハットンと共演した。この映画は大ヒットし、キールはスター俳優となった。
1950年、MGMは『Pagan Love Song』を制作し、キールはエスター・ウィリアムズの相手役を演じてヒットした。ただしウィリアムズ主演の映画の多くは大がかりで費用がかかるためあまり利益を生まなかった。1951年、コメディ映画『Three Guys Named Mike』でヴァン・ジョンソン、ジェーン・ワイマンと共演し、3作品連続ヒットとなった。
1951年、『ショウ・ボート』に出演し、キャスリン・グレイソンとエヴァ・ガードナーの相手役として主演した。1952年、『Texas Carnival』で再びウィリアムズと共演した。1952年、フレッド・マクマレイ、ドロシー・マクガイアと共演したコメディ映画『Callaway Went Thataway』がキールのMGM映画において初の失敗作となった。1952年、ヒット・ミュージカル『Roberta』を基にした映画『Lovely to Look At』で再びグレイソンと共演したが、赤字となった。
1953年、MGMは『望みなき捜索』でキールを冒険映画に出演させてみたが評価は低く、続くコメディ映画『Fast Company』でも同様であった。ガードナーおよびロバート・テイラーと共演した西部劇『荒原の疾走』はこれらよりもヒットした。
1953年、ワーナー・ブラザースは『カラミティ・ジェーン』のためにMGMからキールを借り、ワイルド・ビル・ヒコック役でドリス・デイの相手役を演じてヒットした。MGMに戻り、キールとグレイソンは『キス・ミー・ケイト (映画)』で3度目の共演をし、観客には好評であったが利益は生まなかった。1954年、アン・ブライスと共演した『ローズ・マリー』も同様であった。しかし1954年、ジェーン・パウエルと共演した『掠奪された七人の花嫁』は大ヒットし、MGMは300万ドル以上の利益を得た。
1954年、『我が心に君深く』の多くのゲスト出演者の1人となった。1955年、ウィリアムズと3度目の共演となった『Jupiter's Darling』においてMGMは200万ドルの損失となり、ウィリアムズにとって初めての赤字映画となった。1955年、ブライスと再び共演した『キスメット (1955年の映画)』で200万ドルの損失となり、キールはMGMとの契約を切られた。

### MGM以降
キールは元々活躍していた舞台に戻った。1957年、短期間で閉幕した『回転木馬』再演に出演した。1958年、スリラー映画『大洪水 (1958年の映画)』がイギリスで制作された。1960年、ハリウッドに戻り、聖書映画『聖なる漁夫』でシモン・ペトロ役を演じた。1959年から1960年、短期間上演されたブロードウェイ・ミュージカル『Saratoga』に出演した。1961年、ヨーロッパに渡り低予算戦争映画『機甲兵団 (1961年の映画)』に出演した。1962年、イングランドで『人類SOS!』に主演した。
アメリカのエンターテイメントの傾向が変化し、キールが役を得るのはより困難になっていった。1960年代、キャリアアップの見込みがなく、ナイトクラブでの勤務、B級西部劇、夏休み期間の若年層向け舞台などが主な仕事となった。1962年および1966年、『回転木馬』に出演した。1962年、ブロードウェイ『No Strings』においてリチャード・カイリーの後継となった。A.C.ライルズのプロデュースによる西部劇『渡り者 (1966年の映画)』(1966年)、『Red Tomahawk』(1966年)、『アリゾナの勇者』(1968年)の3作に主演した。1967年、ジョン・ウェイン主演の西部劇『戦う幌馬車』で助演した。
1970年初頭、キールは25歳年下でキールがスターであったことを知らないジュディ・マガモルと出会った。数年後、キールはジュディに一目惚れしていたことを明かしたが、年齢差が気になり大いに躊躇していた。ジュディにとっては問題なく、ロバート・フロストの詩『What Fifty Said』を参照して関係性を深めるようキールを説得した。ジュディと結婚したキールはナイトクラブやキャバレーの仕事を再開し、夏休みの若年層向け舞台にも再び出演するようになった。
1971年から1972年、キールは短期間ウェスト・エンドおよびブロードウェイにてミュージカル『Ambassador』に出演したがヒットしなかった。1974年、娘レスリー・グレイスが誕生し、4人の子の父親となった。1986年1月、2回の冠動脈大動脈バイパス移植術を受けた。

### 『ダラス』
妻と娘を連れて巡業を続けたが、1980年までに方向性を変え、石油会社に就職するため一家でオクラホマ州に転居した。落ち着いた頃、『The Love Boat』の1エピソードでジェーン・パウエルと共演するためカリフォルニア州に呼び戻された。カリフォルニア州にいる間、連続テレビドラマ『ダラス』のプロデューサーらから話があると呼び出された。
1981年、何度かゲスト出演した後、キールは威厳があるが短気な石油王クレイトン・ファーロウ役でレギュラー出演者となった。シーズン4から出演していたが、シーズン4撮影終了後にジョック・ユーイング役のジム・デイヴィスが亡くなったため、男性年長者として多く出演するようになった。クレイトン役は視聴者に好評だったため、1991年の最終回までレギュラー出演することとなった。俳優として返り咲いただけでなく、歌手活動にも力を入れるようになった。

### レコーディング
知名度が復活し、64歳でソロ歌手としてレコーディングを開始し、イギリスでのコンサートも成功させた。1984年にリリースしたアルバム『With Love』の売上はそれほど上がらなかったが、その後のアルバム『And I Love You So』はイギリスのアルバム・チャートで第6位となり、オーストラリアのチャートでは第37位となった。次のアルバム『Reminiscing – The Howard Keel Collection』はイギリスのアルバム・チャートで最高第20位となり、1985年から1986年にかけて12週間ランクインし続け、オーストラリアでは第83位となった。
1988年、アルバム『Just for You』がイギリスのアルバム・チャートで第51位となった。1994年、一家はカリフォルニア州パームデザートに転居した。夫妻は地域のチャリティ・イベントに積極的で、イングランドのチェシャーにあるメア・ゴルフ・クラブにおいて毎年ハワード・キール・ゴルフ・クラシックを開催し、全国児童虐待防止協会(NSPCC)に寄付した。2004年に亡くなるまでこのイベントに数多く出席した。

## 栄誉
1960年2月8日、ハリウッド・ウォーク・オブ・フェームのハリウッド・ブルヴァ―ド6253に星を埋め込まれた。
1996年、カリフォルニア州パームスプリングのウォーク・オブ・スターズに星を埋め込まれた。
Grand Order of Water Ratsのメンバーであった。
2019年、オクラホマ州オクラホマシティにあるナショナル・カウボーイ & ウェスタン・ヘリテイジ・ミュージアムのウエスタン・パフォーマーの殿堂に殿堂入りした。

## 私生活および死
1943年、女優のロースマリー・クーパーと出会い結婚したが、1948年、『オクラホマ!』ロンドン公演中に離婚した。キールは『オクラホマ!』のコーラスのヘレン・アンダーソンと出会い、1949年1月に結婚したが、1969年に別居し、1970年に離婚した。1970年12月、フライト・アテンダントのジュディ・マガモルと結婚した。
2番目の妻ヘレン・アンダーソンとの間に娘カーヤ・リアンとクリスティン・エリザベス、息子ガナー・ルイスをもうけ、3番目の妻ジュディとの間に娘レスリー・グレイスをもうけた。俳優ボディ・オルモスを含む孫が10人いる。
大腸がんとの診断から6週間後の2004年11月7日、パームデザートの自宅にて亡くなった。火葬され、キールのお気に入りの3カ所、イングランドのチェシャ―にあるメア・ゴルフ・クラブ、イングランドのリバプールにあるジョン・レノン空港、イタリアのトスカーナ州に遺灰を撒かれた。

## 主な出演作品

### 映画
- The Small Voice (1948)
- アニーよ銃をとれ Annie Get Your Gun  (1950)
- Pagan Love Song (1950)
- Three Guys Named Mike (1951)
- ショウ・ボート Show Boat  (1951)
- ミズーリ横断 (1951) (ナレーションのみ)
- Texas Carnival (1951)
- Callaway Went Thataway (1951)
- Desperate Search (1952)
- Lovely to Look At (1952)
- Fast Company (1953)
- 荒原の疾走 Ride, Vaquero!  （1953）
- カラミティ・ジェーン Calamity Jane  (1953)
- キス・ミー・ケイト Kiss Me Kate  (1953)
- ローズ・マリー Rose Marie  (1954)
- 掠奪された七人の花嫁 Seven Brides for Seven Brothers   (1954)
- 我が心に君深く Deep in My Heart  (1954)
- Jupiter's Darling (1955)
- キスメット Kismet (1955)
- 大洪水 Floods of Fear   (1959)
- 聖なる漁夫 The Big Fisherman  (1959)
- 機甲兵団 Armored Command   (1960)
- 人類SOS! The Day of the Triffids   (1962)
- The Man from Button Willow (1965)　(アニメーション・主題歌のみ)
- 渡り者 Waco  (1966)
- Red Tomahawk (1967)
- 戦う幌馬車 The War Wagon  (1967)
- アリゾナの勇者　Arizona Bushwhackers (1968)
- ザッツ・エンターテインメントPART3 That's Entertainment! III（1994）
- My Father's House (2002)

### テレビ
- 1957年、Zane Grey Theater
- 1957年、The Polly Bergen Show
- 1958年、Roberta
- 1961年、Tales of Wells Fargo
- 1963年、Death Valley Days
- 1965年、Run for Your Life
- 1967年、The Red Skelton Show
- 1969年、陽気なルーシー Here's Lucy
- 1969年、Insight
- 1976年、The Quest
- 1981年、The Love Boat
- 1981年-1991年、ダラス Dallas
- 1982年、Fantasy Island
- 1983年、The Love Boat
- 1984年、Entertainment Express
- 1984年、Live from Her Majesty's
- 1985年、Doris Day’s Best Friends
- 1986年、Great Performances
- 1991年、グッド・スポーツ Good Sports
- 1991年、ジェシカおばさんの事件簿 Murder, She Wrote
- 1993年、Bruce's Guest Night
- 1994年、探偵ハート&ハート Hart to Hart: Home Is Where the Hart Is
- 1995年、炎のテキサス・レンジャー Walker, Texas Ranger

### 舞台
- 1945年–1946年、1947年、オクラホマ! Oklahoma!
- 1946年、1957年、1962年、1966年、回転木馬 Carousel
- 1957年、1965年、1978年、1992年、南太平洋 South Pacific
- 1959年、Mister Roberts
- 1959年、サラトガ Saratoga
- 1962年、キスメット Kismet
- 1962年、No Strings
- 1963年、ショウボート Show Boat
- 1964年、キャメロット Camelot
- 1964年、キス・ミー・ケイト Kiss Me, Kate
- 1967年、On a Clear Day You Can See Forever
- 1968年、ファンタスティックス The Fantasticks
- 1971年–1972年、1973年、The Unsinkable Molly Brown
- 1971年–1972年、Ambassador
- 1971年、The Most Happy Fella
- 1972年、ラ・マンチャの男 Man of La Mancha
- 1978年、掠奪された七人の花嫁 Seven Brides for Seven Brothers
- 1979年、Paint Your Wagon
- 1980年、I Do! I Do!
- 1996年、マイ・フェア・レディ My Fair Lady
- 2000年、ホワイト・クリスマス White Christmas